# 长圆吊石苣苔
长圆吊石苣苔（学名：Lysionotus oblongifolius），为苦苣苔科吊石苣苔属下的一个植物种。其种加词“oblongifolius”意为“叶长圆形的”。